# Drakeův průliv

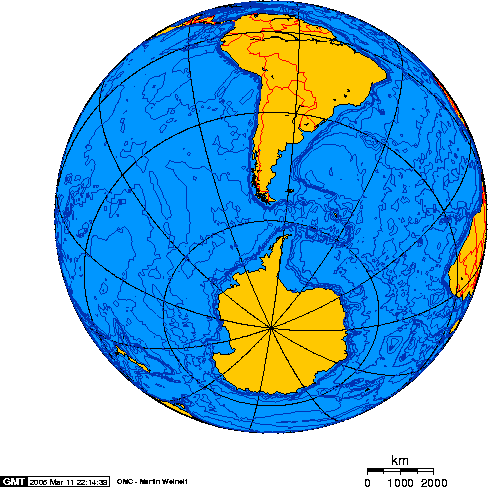
Drakeův průliv mezi Jižní Amerikou a Antarktidou

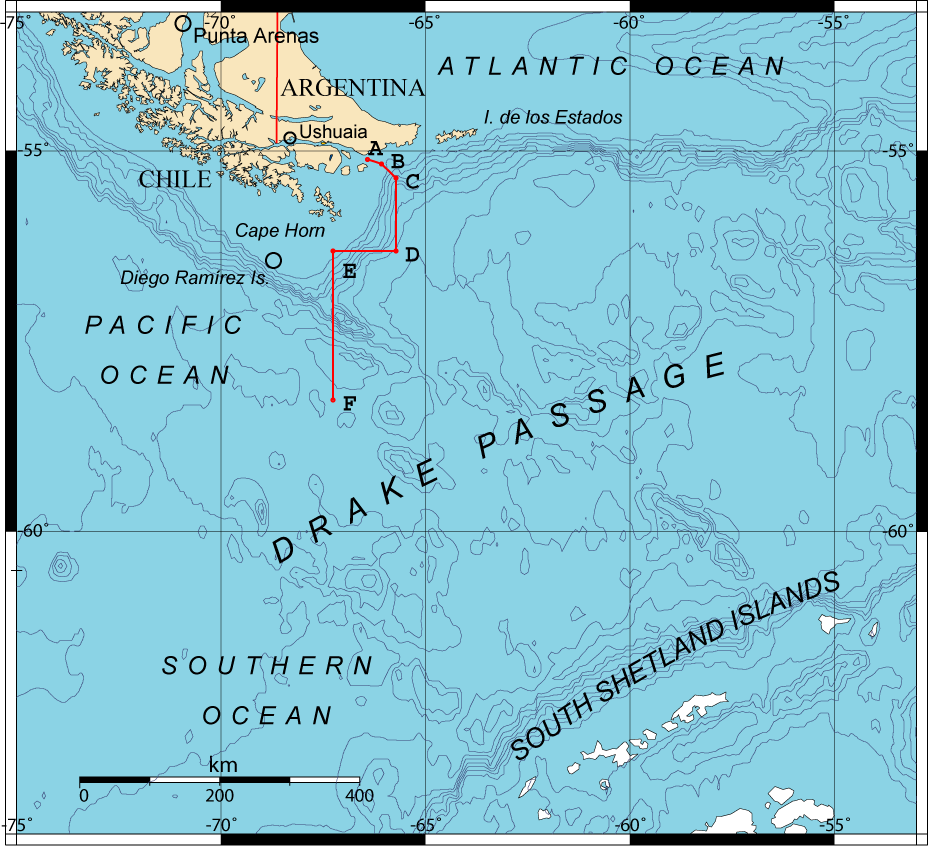

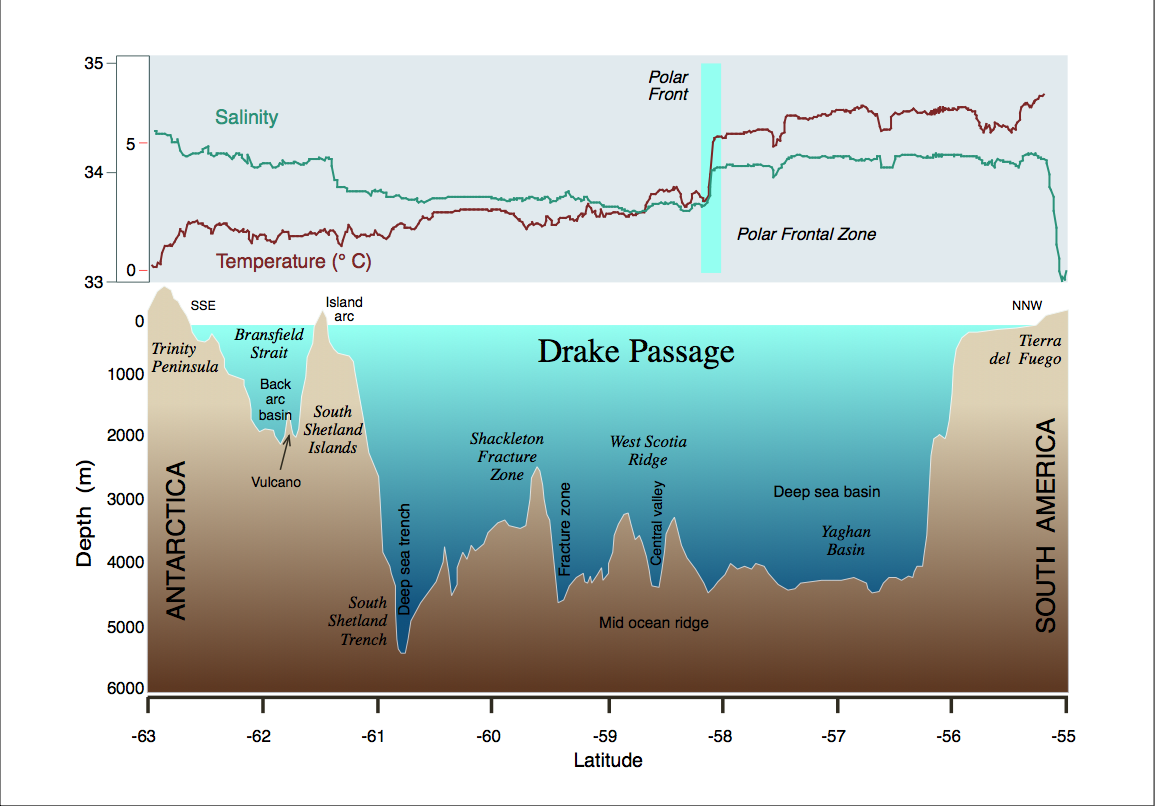

Drakeův průliv (španělsky: Mar de Hoces = Hoceské moře) je průliv mezi jihoamerickou pevninou (Hornův mys) a Jižními Shetlandami (Antarktida). Leží jižně od Magalhãesova průlivu.
Spojuje Atlantský a Tichý oceán. Byl pojmenován podle viceadmirála Sira Francise Drakea.
- Šířka – 800–950 km, nejširší na světě
- Největší hloubka – 5248 m
- Průtok – cca 135 mil. m³/s
- Výskyt častých prudkých bouří